# Sasbachwalden
Sasbachwalden är en kommun och ort i Ortenaukreis i regionen Südlicher Oberrhein i Regierungsbezirk Freiburg i förbundslandet Baden-Württemberg i Tyskland.
Kommunen ingår i kommunalförbundet Achern tillsammans med staden Achern och kommunerna Lauf och Sasbach.